# Museu das Flores
O Museu etnográfico das Flores é uma instituição pública dedicada à museologia e à promoção cultural, criada em 1977 na dependência do departamento da administração regional competente em matéria de cultura. O museu está localizado na vila de Santa Cruz das Flores, ilha das Flores, Açores.
A instituição dispõe de um rico acervo museológico, onde as colecções de etnografia e arqueologia subaquática estão, desde 1993, instaladas no Convento de São Boaventura. O núcleo inicial da colecção do Museu das Flores surgiu por volta de 1960, quando João António Gomes Vieira, começou a coleccionar objectos etnográficos, com destaque para os scrimshaw. Essa colecção foi incorporada em 1977 na Casa Etnográfica da Ilha das Flores, a instituição que precedeu o actual Museu.
Em 1979, o Governo Regional dos Açores comprou a Casa Pimentel Mesquita, no centro de Santa Cruz, sendo em 1985 nela instalada uma exposição de fiação e tecelagem e reconstituído o interior de uma casa abastada típica das Flores, com os seus aposentos mobilados com móveis datados do período que vai do século XVIII a princípios do século XX. Hoje alberga a Biblioteca Municipal.